# Planète X
Une planète X est une planète hypothétique supposée se situer au-delà de Neptune. Si un tel objet existait, ce serait la neuvième planète du Système solaire.
À la suite de la découverte de Neptune en 1846 sur la base de perturbations observées dans la trajectoire d'Uranus (la septième des planètes alors connues), de nombreuses spéculations sur l'existence d'une autre planète pouvant exister au-delà de son orbite commencèrent à émerger. La recherche commença dès le milieu du XIXe siècle et culmina au début du XXe siècle quand l'astronome Percival Lowell présenta l'hypothèse de la planète X pour expliquer des anomalies dans les mouvements apparents des planètes géantes du système solaire, en particulier Uranus et Neptune. Cette planète invisible aurait une période orbitale de 3 600 ans, perturberait Uranus et causerait ces irrégularités.
La découverte de Pluton par Clyde Tombaugh, en 1930, a semblé valider l'hypothèse de Lowell et Pluton fut alors officiellement considérée comme la neuvième planète. Il devint cependant rapidement clair que Pluton était bien plus petit que ce qui était supposé lors de sa découverte. Dès 1978, Pluton a été jugée trop petite pour que sa gravité puisse affecter les planètes géantes gazeuses, ce qui entraîna une brève recherche d'une dixième planète, mais cette recherche a été généralement abandonnée dans les années 1990, quand une étude des mesures effectuées par la sonde spatiale Voyager 2 a montré que les irrégularités constatées dans l'orbite d'Uranus s'expliquaient par une légère surestimation de la masse de Neptune. Après 1992, la découverte de nombreux petits objets glacés ayant des orbites semblables ou même plus grandes que celle de Pluton a conduit la communauté des astronomes à débattre du maintien de Pluton dans le même statut que les autres planètes solaires, ou si elle et les autres corps transneptuniens voisins devaient, comme les astéroïdes, avoir leur propre classe. Bien que certains des plus grands membres de ce groupe aient été décrits lors de leur découverte comme des planètes, l'Union astronomique internationale a reclassé en 2006 Pluton et ses grands voisins comme planètes naines, ne gardant donc que huit planètes dans le Système solaire.
Aujourd'hui, si la communauté astronomique affirme que la planète X n'existe pas telle qu'elle fut envisagée initialement, le concept de planète X est repris par un certain nombre d'astronomes pour expliquer d'autres anomalies observées à la périphérie du système solaire. Dans la culture populaire, et même pour certains astronomes, la planète X est devenue un symbole de la planète inconnue dans le système solaire externe, indépendamment de sa relation avec l'hypothèse de Lowell. Des hypothèses sur l'existence d'autres planètes transneptuniennes ont également été émises, en s'appuyant sur des preuves différentes, la plus récente étant la planète Neuf.

## Premières spéculations

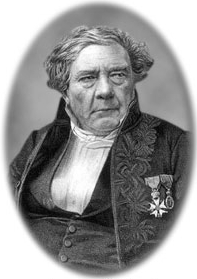
Jacques Babinet, qui proposa tôt une planète au-delà de Neptune.

Dans les années 1840, le mathématicien français Urbain Le Verrier utilisa la mécanique newtonienne pour analyser les perturbations relevées sur l'orbite d'Uranus, et l'hypothèse qu'elles soient causées par l'attraction gravitationnelle d'une planète n'ayant pas encore été découverte. Le Verrier prédit la position de cette nouvelle planète, et envoya ses calculs à l'astronome allemand Johann Gottfried Galle. Le 23 septembre 1846, la nuit suivant la réception de la lettre, Galle et son étudiant Heinrich d'Arrest trouvèrent Neptune, exactement là où Le Verrier l'avait prédit. Il restait quelques légers écarts dans les orbites des géantes gazeuses. Ceux-ci ont alors été considérés comme des indices de l'existence d'une autre planète orbitant au-delà de Neptune.
Même avant la découverte de Neptune, certains scientifiques avaient émis l'hypothèse qu'une planète ne suffisait pas à elle seule à expliquer l'écart. Le 17 novembre 1834, l'astronome amateur britannique, le révérend Thomas John Hussey (en) rapporta une conversation qu'il avait eue avec l'astronome français Alexis Bouvard et avec George Biddell Airy, l'astronome royal britannique. Hussey indiqua que, lorsqu'il avait suggéré à Bouvard que le mouvement insolite d'Uranus pouvait être dû à l'influence gravitationnelle d'une planète inconnue, Bouvard avait répondu que l'idée lui en était venue et qu'il avait correspondu sur le sujet avec Peter Andreas Hansen, directeur de l'observatoire Seeberg de Gotha. L'avis de M. Hansen était qu'un seul corps ne pouvait pas expliquer adéquatement le mouvement d'Uranus et il théorisa que deux planètes se trouvaient au-delà d'Uranus.
En 1848, Jacques Babinet souleva une objection aux calculs de Le Verrier, affirmant que la masse observée de Neptune était plus petite et son orbite supérieure à celle que Le Verrier avait initialement prévue. Le postulat repose en grande partie sur une simple soustraction. Le Verrier dénonça l'hypothèse de Babinet, en disant qu'il n'y avait absolument rien qui pût déterminer la position d'une autre planète, sauf des hypothèses dues à une trop grande imagination.
En 1850, James Ferguson, assistant astronome à l'Observatoire naval des États-Unis, nota qu'il avait « perdu » une étoile qu'il avait observée, l'objet GR1719k, et que le lieutenant Matthew Maury, directeur de l'Observatoire, avait revendiqué comme étant la preuve de l'existence d'une nouvelle planète. Des recherches ultérieures ne réussirent pas à retrouver la « planète » dans une position différente et, en 1878, C.H.F. Peters, directeur du Hamilton College Observatory de New York, montra que l'étoile n'avait en fait pas disparu et que les résultats précédents avaient été l'objet d'une erreur humaine.
En 1879, Camille Flammarion nota que les comètes 1862 III et 1889 III avaient respectivement un aphélie de 47 et 49 ua. Il suggéra que cela pourrait trahir la présence d'une planète inconnue qui les aurait entraînées dans une orbite elliptique. L'astronome Georges Forbes conclut sur cette base que deux planètes devaient exister au-delà de Neptune. En se basant sur le fait que quatre comètes possédaient un aphélie à environ 100 ua et six autres un aphélie à environ 300 ua, il calcula les éléments orbitaux d'une hypothétique paire de planètes transneptuniennes. La concordance de ces éléments avec les conclusions faites indépendamment par un autre astronome, David Peck Todd, suggéra à beaucoup qu'ils pourraient être valides. Cependant, les sceptiques firent valoir que les orbites des comètes impliquées étaient encore trop incertaines pour produire des résultats significatifs.
En 1900 et 1901, le directeur de l'observatoire d'Harvard, William Henry Pickering, mena deux recherches de planètes transneptuniennes. La première fut conduite par l'astronome danois Hans Emil Lau qui, après avoir étudié les données de l'orbite d'Uranus de 1690 à 1895, conclut qu'une seule planète transneptunienne ne pouvait expliquer les divergences de l'orbite, et postula à la place que deux planètes en étaient responsables. La seconde recherche fut lancée lorsque Gabriel Dallet suggéra qu'une seule planète transneptunienne se trouvant à 47 ua pourrait expliquer le mouvement d'Uranus. Pickering accepta d'examiner les plaques pour trouver toutes les planètes présumées. Dans les deux cas, cependant, rien ne fut trouvé.
En 1909, Thomas Jefferson Jackson See, un astronome à la réputation d'anticonformiste égocentrique, estima « qu'il y avait certainement une, probablement deux et peut-être trois planètes au-delà de Neptune ». Il plaçait leurs distances respectives à 42, 56 et 72 ua du Soleil, et nomma provisoirement la première planète « Oceanus ». Il ne donna aucune indication quant à la façon dont il détermina leur existence, et aucune recherche connue ne fut menée pour les localiser.
En 1911, l'astronome indien Venkatesh P. Ketakar suggéra l'existence de deux planètes transneptuniennes, qu'il nomma « Brahma » et « Vishnu », en retravaillant sur les tendances observées par Pierre-Simon Laplace sur les satellites de Jupiter, et en les appliquant à des planètes extérieures. Les trois lunes galiléennes intérieures de Jupiter - Io, Europe et Ganymède - sont enfermées dans une résonance 1:2:4, appelée résonance de Laplace. Ketakar suggéra qu'Uranus, Neptune et ces hypothétiques planètes transneptuniennes étaient enfermées dans des résonances de Laplace. Ses calculs prédisaient une distance moyenne de Brahma de 38,95 ua, et une période orbitale de 242,28 années terrestres (résonance 3:4 avec Neptune). Quand Pluton fut découvert dix-neuf ans plus tard, sa distance moyenne de 39,48 ua et sa période orbitale de 248 ans étaient proches de la prédiction de Ketakar (Pluton a en fait une résonance 2:3 avec Neptune). Ketakar ne fit pas de prédictions pour les éléments orbitaux autres que la distance moyenne et la durée. La méthode d'obtention de ces chiffres par Ketakar n'est cependant pas claire, et sa deuxième planète, Vishnu, n'a jamais été localisée.

## Travaux sur la planète X

### Recherche de Percival Lowell

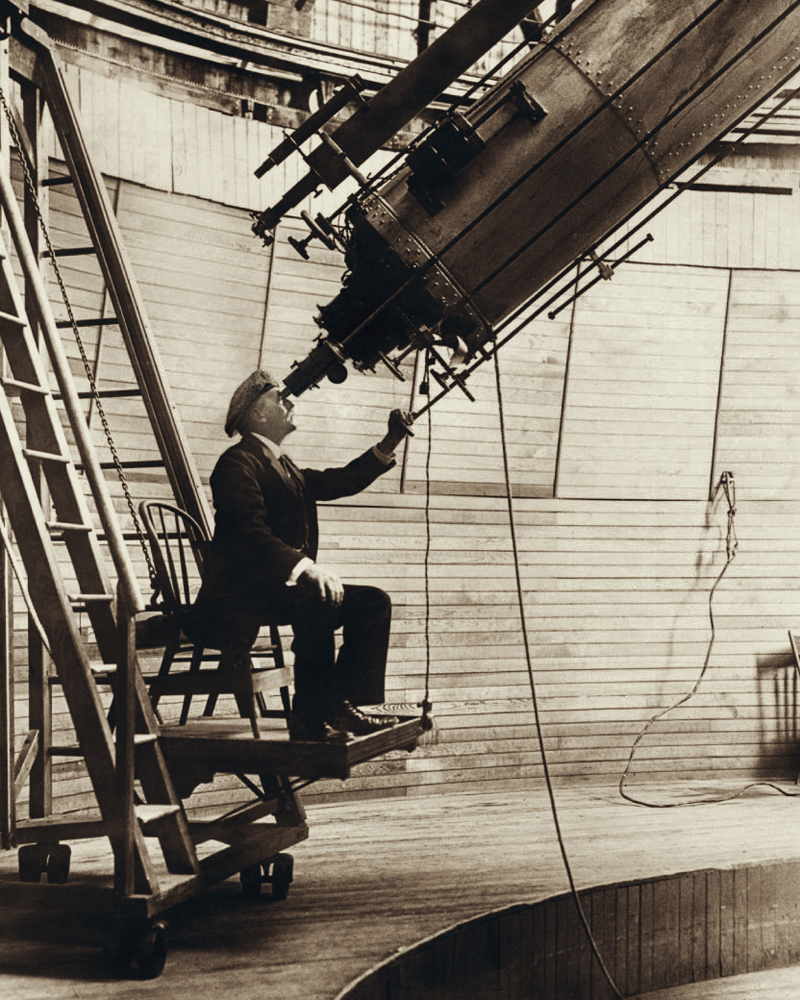
Percival Lowell, un des premiers tenants contemporains de l'hypothèse de la planète X.

Percival Lowell, plus connu comme un des principaux partisans des canaux martiens, construisit un observatoire privé à Flagstaff en Arizona. Il appela sa planète hypothétique la « planète X ». Il effectua plusieurs recherches pour la trouver, sans cependant y parvenir.
La première recherche de Lowell sur la planète X s’est terminée en 1909, mais en 1913 il débuta une seconde recherche avec de nouvelles prévisions concernant la planète X : époque 1850-01-01, longitude moyenne 11,67 degrés, longitude périhélie 186, excentricité 0,228, distance moyenne 47,5 ua, longitude du nœud 110,99 degrés, inclinaison 7,30 degrés, masse 1/21 000 de la masse solaire (soit près de 16 fois celle de la Terre, intermédiaire entre celle d’Uranus et celle de Neptune). Lowell, avec d’autres scientifiques, chercha en vain cette planète entre 1913 et 1915. En 1915, Lowell publia les résultats hypothétiques sur la planète X. Cette même année, 1915, deux faibles images de Pluton furent enregistrées à l’observatoire Lowell, mais ne furent reconnues comme telles qu'après la découverte de Pluton en 1930.
La traque d'une nouvelle planète au-delà de Neptune resta donc infructueuse, et pour Lowell ce fut un échec. Durant les deux dernières années de sa vie, il ne consacra que peu de temps à chercher la planète X, et mourut en 1916.
La troisième recherche de la planète X commença en avril 1927. Aucun progrès ne fut fait en 1927-1928. En décembre 1928 un jeune garçon de ferme et astronome amateur du Kansas, Clyde William Tombaugh, fut engagé pour diriger l'étude. Tombaugh démarra son travail en avril 1929, et se lança dans une troisième série de clichés qui prit fin le 29 janvier 1930. Le 18 février, après avoir examiné et comparé des centaines de plaques, il mit en évidence une nouvelle planète en comparant deux photographies prises les 23 et 29 janvier. La découverte sera confirmée un mois plus tard, et la planète nommée Pluton. La recherche de la planète X prit fin.

### Planètes de Pickering

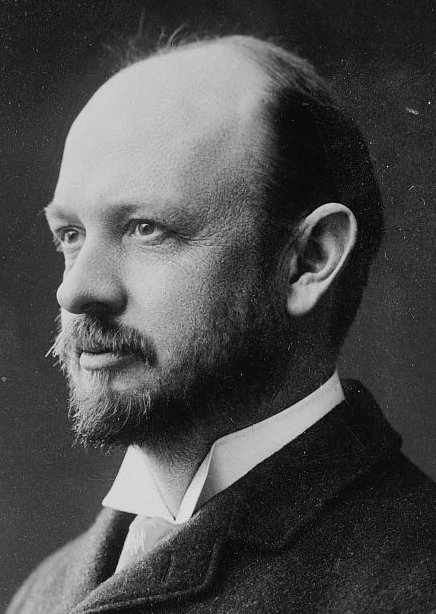
William Henry Pickering

William Henry Pickering, en 1919, prédit l'existence et la position d'une nouvelle planète, nommée Planète O, en se basant sur les anomalies mesurées dans les orbites d'Uranus et de Neptune, mais les recherches, menées à l'observatoire du Mont Wilson, n'aboutirent à aucun résultat.
Pickering, utilisant une analyse graphique, suggéra qu'une planète « O » orbitait à 51,9 unités astronomiques (UA) avec une période de 373,5 ans, d'une masse double de la Terre et d'une magnitude de 11,5-14. Durant les 24 années qui suivirent, Pickering supposa l'existence de huit autres planètes d'orbites transneptuniennes. Les résultats de Pickering firent que Jean-Baptiste Gaillot dut réviser les distances orbitales de ses deux transneptuniennes de 44 et 66 ua, leur donnant pour masses respectives 5 et 24 masses terrestres.
Entre 1908 et 1932, Pickering proposa sept planètes hypothétiques (O, P, Q, R, S, T et U). Les éléments finaux pour O et P définirent des corps complètement différents que ceux calculés à l'origine. Le total fut donc de neuf planètes, certainement le record de pronostic planétaire. La plupart des prédictions de Pickering sont seulement des curiosités historiques. En 1911, Pickering suggéra que la planète Q avait une masse de 20 000 masses terrestres, soit 63 fois plus massive que Jupiter, équivalant à 1/6 de la masse du Soleil[Quoi ?] (la masse minimale d'une étoile). Pickering prédit que la planète Q avait une orbite fortement elliptique.
Durant les années qui suivirent, seule la planète P l'occupa sérieusement. En 1928, il réduisit la distance de P de 123 à 67,7 ua, et sa période de 1 400 à 556,6 ans. Il donna à P une masse de 20 masses terrestre et une magnitude de 11. En 1931, après la découverte de Pluton, il publia une autre orbite elliptique pour P : distance 75,5 ua, période 656 ans, masse 50 masses terrestres, excentricité 0,265, inclination Modèle:Npbr. Soit à peu près les valeurs calculées en 1911.
Pour sa planète S, présumée en 1928, il calcula les éléments en 1931. Ils donnèrent une distance de 48,3 ua (soit près de la planète X de Lowell à 47,5 ua), une période de 336 ans, 5 masses terrestres et une magnitude de 15.
En 1929, Pickering proposa la planète « U » avec une distance de 5,79 ua et une période de 13,93 ans, c'est-à-dire juste à l'extérieur de l'orbite de Jupiter. Sa masse était de 0,045 masse terrestre et son excentricité de 0,26.
La dernière des planètes hypothétiques de Pickering est la planète « T », suggérée en 1931 avec une distance de 32,8 ua et une période 188 ans.

### Découverte de Pluton

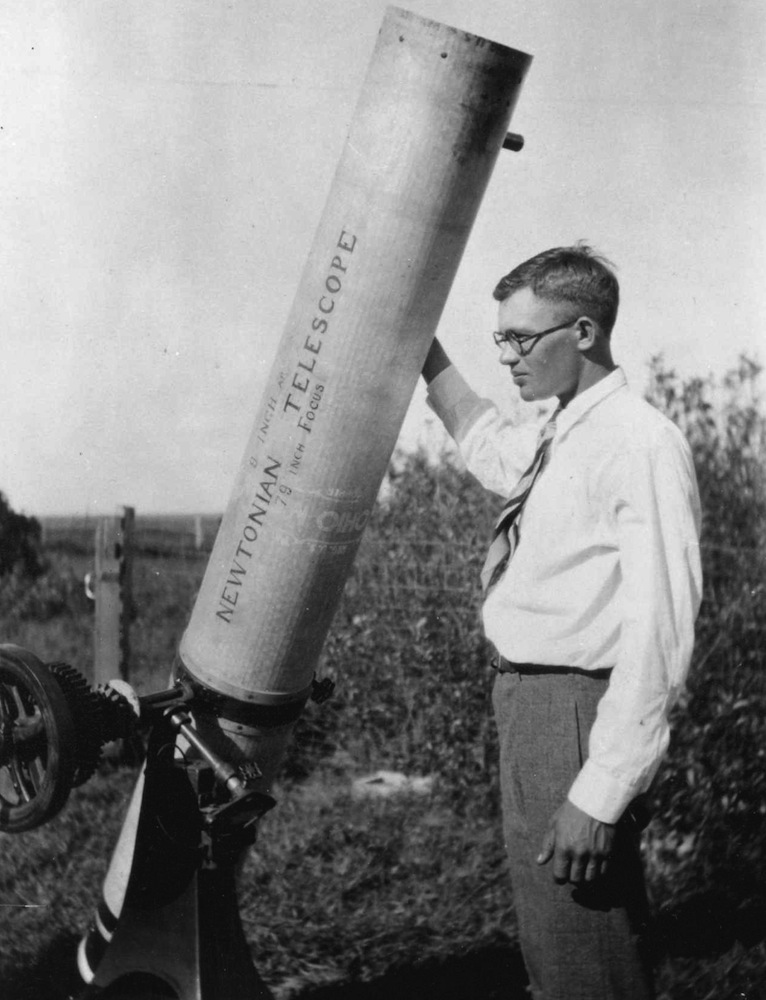
Clyde Tombaugh, l'homme qui a découvert Pluton.

Percival Lowell meurt en 1916 mais laisse dans son testament de quoi poursuivre les recherches sans se soucier des problèmes d'argent, bien que des problèmes d'héritage avec sa femme finissent par réduire le budget de l'observatoire. Or dix ans plus tard, l'observatoire nécessite un nouvel instrument. Abott Lawrence Lowell, le frère de Percival Lowell, accepte de donner dix mille dollars pour la construction d'un télescope de 13 pouces que Clyde W. Tombaugh sera chargé de piloter pour cette lourde tâche qu'est la cartographie minutieuse du ciel, à la recherche de la planète X. Tombaugh réorganise son plan de travail et procède à trois prises au lieu de deux afin d'augmenter les chances de percevoir le mouvement de la planète. La troisième série de clichés prend fin le 29 janvier 1930 et commence alors l'analyse des plaques photographiques. Le 18 février à 16 h, il remarque un point de magnitude +15 bouger d'une plaque à l'autre sur deux photographies prises les 23 et 29 janvier. L'équipe de l'observatoire Lowell, après avoir pris d'autres photographies permettant de confirmer la découverte, télégraphie la nouvelle au Harvard College Observatory le 13 mars 1930. Cette planète sera nommée Pluton.
À cette époque, Pluton est si lointaine que son diamètre ne peut pas être déterminé avec précision, mais sa faible luminosité et son absence de disque apparent laissent présager un corps plutôt petit, comparable en taille aux planètes telluriques déjà connues, probablement plus grand que Mercure mais pas plus que Mars, pense-t-on à l'époque.
Il devient donc rapidement clair que Pluton ne peut pas être la source des perturbations dans les orbites de Neptune et Uranus. Clyde Tombaugh et d'autres astronomes persévèrent dans la recherche de la planète X pendant 12 ans, mais ne découvrent que des astéroïdes et des comètes. Les astronomes sont amenés à imaginer que de nombreux autres corps similaires à Pluton pourraient orbiter autour du Soleil au-delà de Neptune. On pense alors que le système solaire pourrait être constitué de plusieurs zones regroupant les corps célestes par familles, planète tellurique, planète géante, « objets ultra-neptuniens ». Cette hypothèse sera formalisée plus tard au cours des années 1940 et 1950 par Kenneth Edgeworth puis Gerard Kuiper, et est désormais connue sous le nom de ceinture de Kuiper.

### Pluton perd son titre de planète X
| Année | Masse               | Notes                           |
| ----- | ------------------- | ------------------------------- |
| 1931  | 1 Terre             | Nicholson & Mayall              |
| 1948  | 0,1 (1/10) Terre    | Kuiper                          |
| 1976  | 0,01 (1/100) Terre  | Cruikshank, Pilcher, & Morrison |
| 1978  | 0,002 (1/500) Terre | Christy & Harrington            |

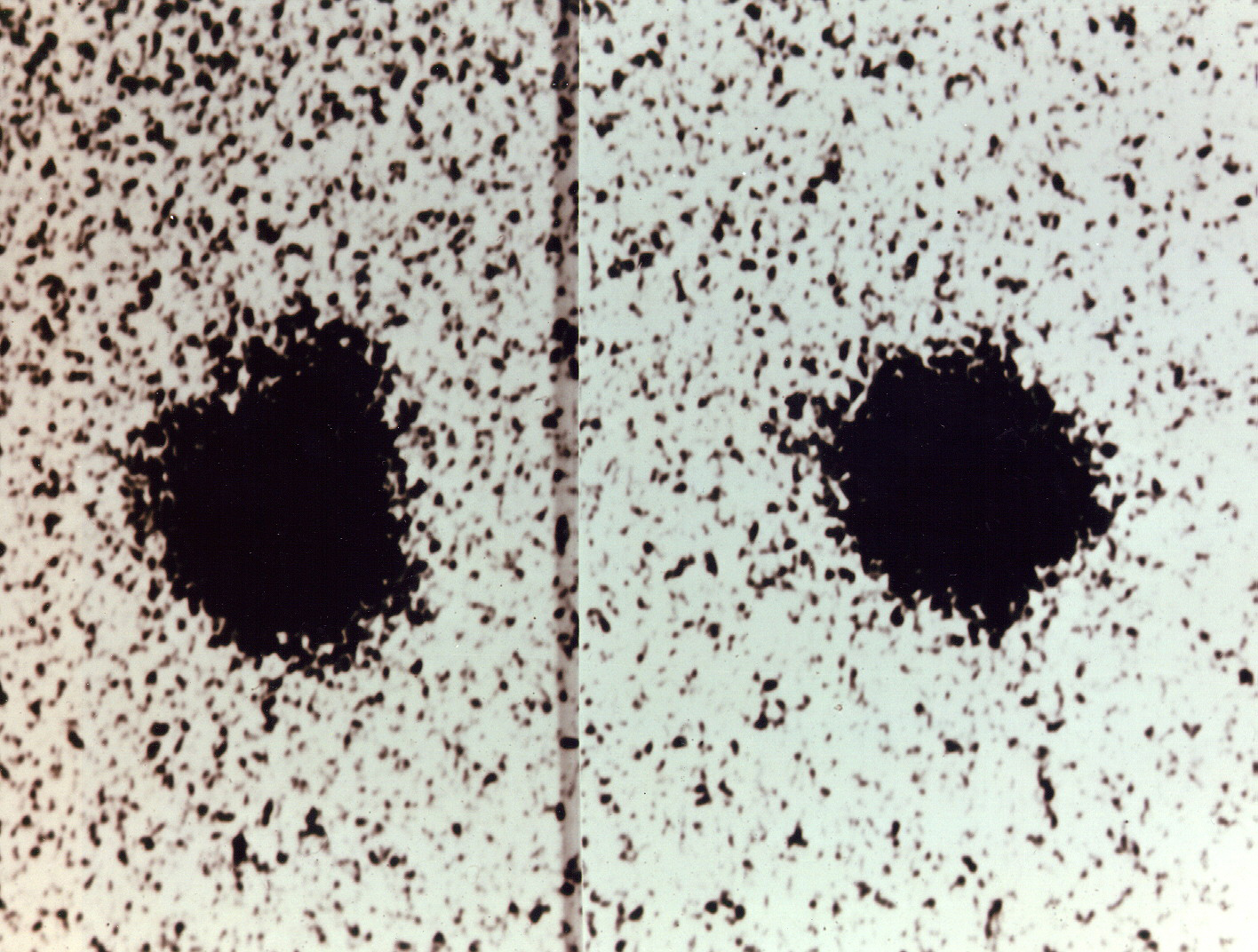
Première photo de Charon.

Avec la déception et la surprise de l'observatoire, Pluton n'a montré aucun disque visible, il est apparu seulement comme un point, pas différent d'une étoile, et à seulement une magnitude de 15, six fois plus faible que ce que Lowell avait prédit, ce qui signifiait qu'il était soit très petit, soit très sombre. Depuis Lowell, les astronomes pensaient que Pluton était suffisamment massive pour perturber les planètes, ils ont supposé qu'elle devrait avoir un albédo de 0,07 (ce qui signifie qu'elle reflète seulement 7 % de la lumière reçue) ; sujet aussi sombre que l'asphalte et similaire à celle de Mercure, la planète la moins réfléchissante connue. Cela donnerait à Pluton un diamètre supposé d'environ 8 000 km, soit environ 60 % de celui de la Terre. Les observations ont également révélé que l'orbite de Pluton est très elliptique, bien plus que pour n'importe quelle autre planète.
Certains astronomes contestent le statut de planète pour Pluton. Peu de temps après sa découverte en 1930, Armin O. Leuschner a suggéré que son obscurité et sa grande excentricité orbitale l'apparente plus vraisemblablement à un astéroïde ou à une comète : « Le résultat obtenu par Lowell confirme la possible grande excentricité que nous avons annoncée le 5 avril. Il pourrait s'agir d'un gros astéroïde fortement perturbé dans son orbite par la proximité d'une planète majeure comme Jupiter, ou il pourrait s'agir d'un des nombreux objets planétaires à longue période qui reste à découvrir, ou bien d'un objet cométaire lumineux ».
En 1931, Ernest W. Brown a affirmé, utilisant une formule mathématique, que les irrégularités observées dans l'orbite d'Uranus ne pouvaient pas être due à l'effet gravitationnel d'une planète plus lointaine, et donc que la prétendue prédiction de Lowell était « purement accidentelle ».
Tout au long du milieu du XXe siècle, les estimations de la masse de Pluton ont été révisées à la baisse. En 1931, Nicholson et Mayall ont calculé sa masse, en fonction de son effet supposé sur les géantes gazeuses, comme à peu près celle de la Terre, alors que, en 1949, les mesures de diamètre de Pluton ont abouti à la conclusion qu'il était à mi-chemin en taille entre Mercure et Mars et que sa masse était probablement environ 0,1 masse de la Terre. En 1976, Dale Cruikshank, Carl Pilcher et David Morrison de l'Université de Hawaï analysèrent les spectres de la surface de Pluton et ont déterminé qu'elle doit contenir de la glace de méthane, ce qui est très réfléchissant. Cela signifiait que Pluton, loin d'être sombre, était en fait exceptionnellement lumineux, et donc probablement pas plus de 0,01 masse de la Terre.
La taille de Pluton a finalement été établie de manière concluante en 1978, quand l'astronome américain James W. Christy découvre sa lune Charon. Cela lui a permis, en collaboration avec Robert Sutton Harrington de l'US Naval Observatory, de mesurer la masse du système Pluton-Charon directement en observant le mouvement orbital de la lune autour de Pluton. Ils ont déterminé que la masse de Pluton est 1,31 × 1022 kilogrammes, soit environ un cinq-centième de la Terre ou le sixième de celle de la Lune, et beaucoup trop petite pour rendre compte des écarts observés dans les orbites des planètes extérieures. La « prédiction » de Lowell avait été une coïncidence. S'il y avait une planète X, elle n'était pas Pluton.

### Recherches après Pluton
En 1978, Richard Harrington et Thomas Van Flanders (deux astronomes de l'Observatoire naval des États-Unis, à Washington) établirent que les orbites de Neptune et Uranus avaient subi des perturbations, provenant vraisemblablement de l'attraction gravitationnelle émanant d'un mystérieux corps céleste, encore non identifié, lequel corps céleste fut dès lors surnommé : planète X. Cette mystérieuse planète aurait précédemment éjecté Pluton et Charon de leurs anciennes positions (en tant que satellites de Neptune). Selon un rapport (établi en août 1988, par Harrington, à l'observatoire naval, la planète X, qui ferait trois à quatre fois la taille de la Terre, aurait été piégée, par le Soleil, dans une orbite très excentrique, très inclinée (30 degrés) sur l'écliptique, avec une périodicité de 3 300  à   3 600 ans. En 1992, ces mêmes scientifiques affirmèrent qu'il existait bien une 10e planète intruse dans le système solaire.
En janvier 1981, un astronome, du National Radio Astronomy Observatory, déclara que des irrégularités avaient été constatées dans l'orbite de Pluton, ce qui laissait supposer l'existence d'une planète encore inconnue au sein du système solaire.
En 1983, un télescope spatial IRAS (embarqué à bord d'un satellite américain) repéra, dans l'espace lointain, un objet inconnu. Cette observation fut rapportée dans le Washington Post du 30 décembre 1983, qui publia l'entrevue du responsable d'IRAS. Celui-ci déclara qu'un corps céleste – pouvant atteindre la taille de la planète Jupiter et pouvant être orienté vers la Terre au point de faire partie du système solaire – avait été découvert, vers la constellation d'Orion, par ledit télescope en orbite. Toutefois, une analyse plus approfondie a révélé que, parmi les dix objets non identifiés, neuf furent des galaxies lointaines, tandis que le dixième était un cirrus infrarouge. Aucun de ces objets n'a été identifié comme étant un objet céleste appartenant au système solaire.
En 1984, Richard A. Muller, travaillant à l'université de Californie à Berkeley, émit l'hypothèse Némésis, décrivant l'extinction périodique des espèces, sur Terre, par des pluies de comètes. L'année suivante, en 1985, D. Whitmire, J. Matese et Luis Walter Alvarez (qui en parla la première fois en 1979 dans un article évoquant la disparition des dinosaures par un impact d'un astéroïde) émettent la « théorie Némésis », subodorant l'existence d'une « étoile ou planète tueuse », qui reviendrait, périodiquement, avec son essaim de météorites, pour semer déluge et extinction, dont celle des dinosaures... l'étoile Némésis : une hypothétique planète X.
En 1987, un diagramme – publié dans l'ouvrage New Science and Invention Encyclopedia – montrait la position des sondes Pioneer 10 et Pioneer 11, par rapport à deux corps célestes officiellement non répertoriés : un soleil éteint, situé à 537 unités astronomiques, ainsi qu'une planète inconnue, sise à 0,05 ua du soleil. La même année, la NASA reconnut officiellement l'existence de cette dernière ; cette information fut répercutée dans Newsweek, rapportant ainsi que la NASA mentionnait l'hypothèse afférente à l'existence de cette planète. Le communiqué en question mentionne, in extenso : « La semaine dernière, la NASA fit une déclaration étrange : une dixième planète, excentrique, pourrait être en orbite (ou non) autour du Soleil ». Il convient cependant de noter que, à ce jour, cette hypothèse n'a pas pu être définitivement validée.
Avec une modélisation expérimentale par ordinateur qui agit sur des mesures de quantités/phénomènes physiques influençant une trajectoire théorique, en 1988, A. A. Jackson et R. M. Killen ont étudié, la stabilité de la résonance de Pluton avec Neptune en plaçant des « Planètes X » hypothétiques avec différentes masses et à différentes distances de Pluton. Les orbites de Pluton et Neptune sont en résonance 3:2, ce qui empêche leur collision ou même tout rapprochement, quelle que soit leur séparation selon l'axe Z. Il a été constaté que la masse de l'objet hypothétique devait dépasser 5 masses terrestres pour briser la résonance et l'espace des paramètres est assez grand, donc une grande variété d'objets aurait pu exister au-delà de Pluton sans perturber la résonance. Quatre orbites test d'une planète trans-plutonien ont été projetées par le calcul sur quatre millions d'années afin de déterminer les effets d'un tel corps sur la stabilité de la résonance 3:2 Neptune-Pluton. Les planètes au-delà de Pluton avec des masses de 0,1 M et 1,0 masses terrestres en orbite à 48,3 et 75,5 ua, respectivement, ne perturbent pas la résonance 3:2. Des essais avec des planètes de 5 masses terrestres avec demi-grands axes de 52,5 et 62,5 ua auraient perturbé la libration de l'argument du périhélie de Pluton en quatre millions d'années.

### Existence de la planète X réfutée
Harrington mourut en janvier 1993 sans avoir trouvé la planète X. Six mois avant, E. Myles Standish avait utilisé des données de Voyager 2, lors du survol de Neptune en 1989, qui avait révisé la masse totale de la planète à la baisse de 0,5 %, une quantité comparable à la masse de Mars, pour recalculer son effet gravitationnel sur Uranus. Quand la nouvelle masse déterminée pour Neptune a été utilisée au laboratoire « Jet Propulsion Laboratory Development Ephemeris », les contradictions supposées dans l'orbite d'Uranus disparurent, et avec elles le besoin d'une planète X.
Aujourd'hui, pour la plupart des scientifiques, la planète X telle que la décrivait Lowell n'existe pas.

## Recherches ultérieures proposées
Bien que la plupart des astronomes acceptent que la planète X de Lowell n'existe pas, un certain nombre ont relancé l'idée qu'une grande planète invisible pourrait créer des effets gravitationnels observables dans le système solaire externe. Ces objets hypothétiques sont souvent désignés comme « planète X », bien que la conception de ces objets puisse différer considérablement de celle proposée par Lowell.
John Matese et Daniel Withmire ont essayé de trouver une planète située dans le nuage d'Oort à partir de 1985. Entre 1985 et 1999, ils ont publié leurs calculs. En 1999, une théorie alternative de John Murray de l'Université Ouverte et John Matese, Patrick Whitman et Daniel Whitmire de l'Université de la Louisiane à Lafayette, propose qu'une planète environ trois fois plus massive que Jupiter se serait fait capturer par le Soleil et se situerait à 30 000 ua. Sa température de surface serait inférieure à −240 °C. Cette théorie a été proposée à la suite de la détection de plusieurs comètes à l'orbite perturbée. Cette capture pourrait avoir une base théorique avec la théorie des planètes noires.
En analysant les orbites de 13 des comètes du nuage d'Oort, Murray estime avoir détecté les signes indicateurs d'un objet massif qui seul les aurait fait dévier. Il déclara « Même si je n'ai que 13 comètes qui sont analysées en détail, l'effet est assez concluant. J'ai calculé qu'il y a seulement environ une chance en 1 700 qu'elle soit due au hasard. » Matese quant à lui a calculé 82 comètes et il a eu le même résultat avec 25 % d'entre elles.
En 2003, l'astronome Alessandro Morbidelli, de l'observatoire de la Côte d'Azur, déclara qu'il s'attendait à ce qu'une planète soit découverte, avec une orbite très allongée, dont la période pourrait se compter en milliers d'années. En effet, on a observé que la ceinture de Kuiper semble s'arrêter brusquement. Cela révèlerait qu'une planète, de la taille de Mars, se serait formée dans cette région, au début du système solaire, voire qu'elle aurait nettoyé, à mesure qu'elle grossissait, l'extérieur de la ceinture.

### 2003: découverte de Sedna

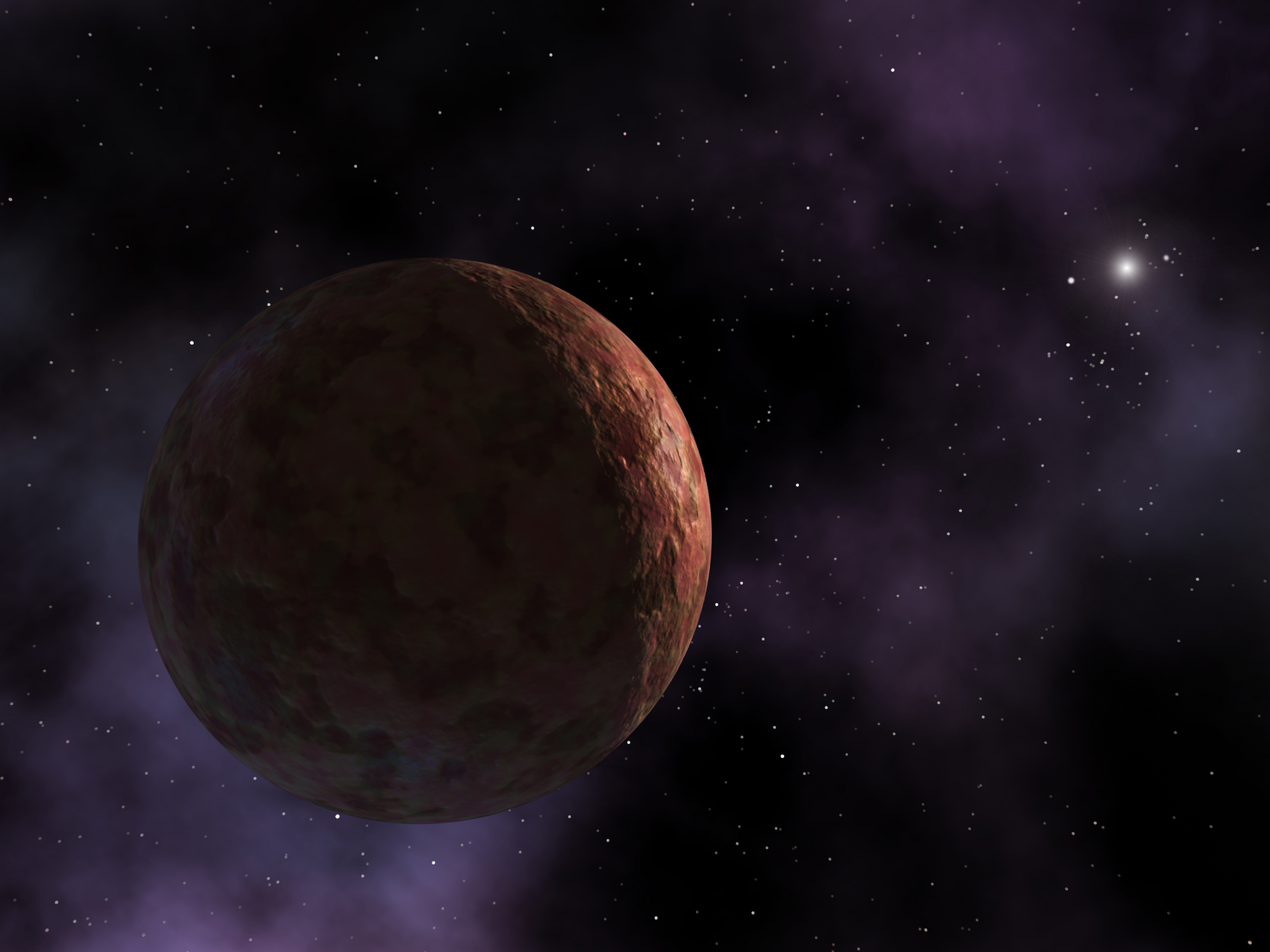
Image d'artiste du planétoïde Sedna.

En 2003, (90377) Sedna fut découverte. Elle possède une orbite extrêmement excentrique, qui n'est pas influencée par Neptune ou par un autre corps du système solaire interne, car elle en est trop éloignée. Cette orbite a intrigué John Matese qui décida de poursuivre ses calculs avec l'aide de Rodney Gomes et Jack Lissauer. Les caractéristiques de l'orbite de Sedna pourraient confirmer la théorie d'une autre planète éloignée et excentrique dans la zone externe du système solaire.
Si elle a la masse de :
- la Terre, elle se trouverait vers 1 000 ua ;
- Neptune, elle se trouverait à 2 000 ua ;
- Jupiter, elle se retrouverait à 5 000 ua ;
- 5 Jupiter, elle se trouverait à plus de 8 000 ua, ce qui se rapproche des premiers calculs de Matese.

D'autres corps ayant une orbite excentrique pourraient renforcer l'intérêt de cette théorie, comme 2000 CR105 ou 2006 SQ372.
Pour la plupart des astronomes, il est très difficile d'imaginer que Sedna ait pu maintenir une telle orbite excentrique et elliptique durant ces derniers milliards d'années. La mécanique céleste impose que cette excentricité se réduise progressivement au fil du temps, et que le corps céleste finisse par avoir une orbite plus circulaire. Donc « il est logique de supposer que l'existence de Sedna puisse s'expliquer par un effet d'attraction inconnu en périphérie du Système solaire, dû à un compagnon obscur du Soleil ». Sedna subirait donc une perturbation gravitationnelle périodique par un objet massif, ce qui aurait empêché son orbite d'évoluer vers une forme plus normale. John Matese poursuivit ses recherches sur ce corps hypothétique, et publia un communiqué en avril 2010.

### Falaise de Kuiper

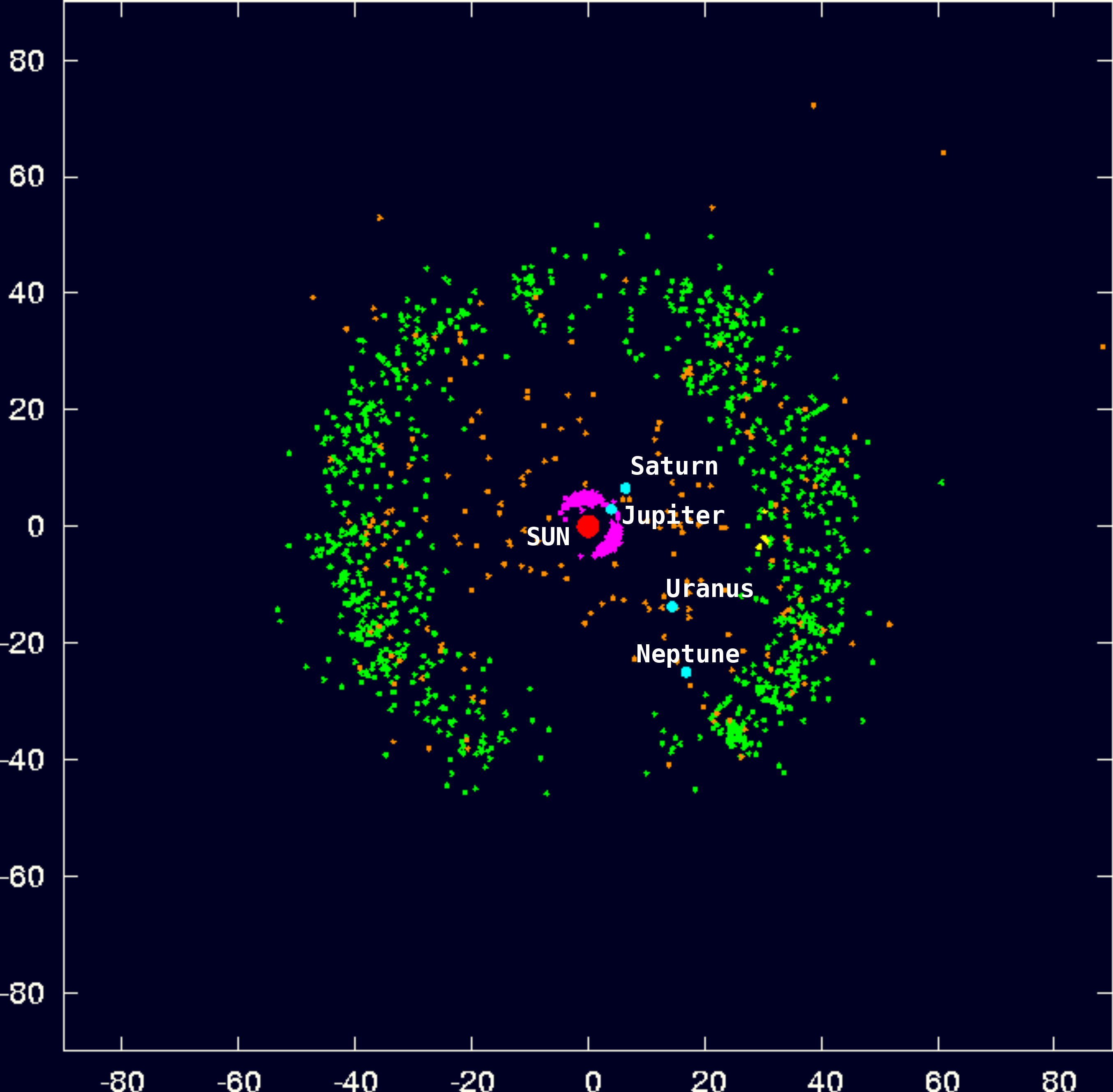
La ceinture de Kuiper.

La résonance 1:2 semble avoir imposé une limite à l'extension de la ceinture de Kuiper, au-delà de laquelle peu d'objets sont actuellement connus. On ignore s'il s'agit d'un bord extérieur de la ceinture classique, ou du début d'une très large lacune. Des objets ont toutefois été découverts à la résonance 2:5, vers 55 UA, donc très en dehors de la ceinture classique. Ils ont pour la plupart des orbites extrêmement excentriques.
Historiquement, les premiers modèles de la ceinture de Kuiper suggéraient que le nombre de grands objets augmenterait d'un facteur deux au-delà de 50 ua. La chute brutale du nombre d'objets transneptuniens qui fut constatée au-delà de cette distance, connue sous le nom de « falaise de Kuiper », était complètement inattendue, et reste inexpliquée en 2008. Mais cette énigme serait résolue par l'existence d'« une nouvelle planète », un corps massif pouvant bloquer l'extension de la ceinture, à l'identique d'un processus déjà constaté pour Beta Pictoris et Fomalhaut).
Selon des études fondées sur la statistique des découvertes, il y a un manque d'objets transneptuniens avec des orbites circulaires, aux distances au-delà de 45 ua. De plus, la diminution du nombre d'objets transneptuniens du réservoir 40–50 ua aux régions plus éloignées est trop brusque. L'existence de cette planète X pourrait expliquer ce phénomène.

### 2005: théorie du halo de planètes
En 2005, l'astronome Eugene Chiang émet l'hypothèse que pour que les planètes soient telles que nous les connaissons aujourd'hui, de nombreux corps auraient été éjectés par des interactions gravitationnelles. Certains ont quitté le système solaire pour devenir des planètes noires ou planètes fantômes, tandis que d'autres seraient en orbite dans un halo autour du système solaire, avec des périodes orbitales de plusieurs millions d'années.
Ce halo se situerait entre 1 000 et 10 000 ua du Soleil, ou entre un tiers et un trentième de la distance avec le nuage d'Oort. Cette théorie a été présentée dans le New Scientist le 23 juillet 2005.
Ce qui pourrait signifier que Perséphone puisse faire partie de ce halo.

### 2005: découverte d'Éris

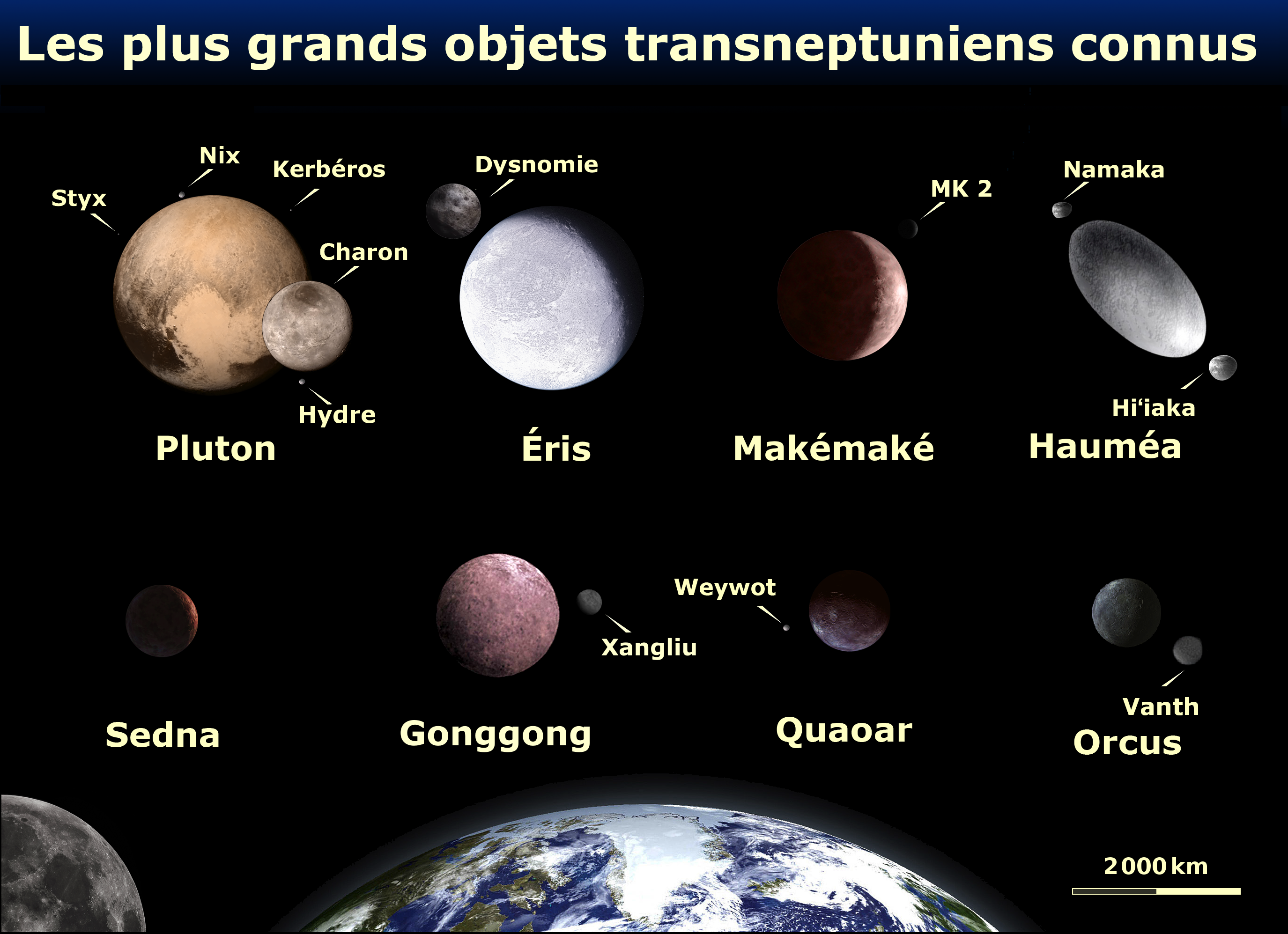
Dimensions relatives des huit plus grands objets transneptuniens connus par rapport à la Terre.

Divers objets de grande taille (plus grands que (1) Cérès) tels que Sedna et Orcus, plus petits que Pluton/Charon mais aussi Éris, ont été découverts, mais ils ne correspondent pas aux critères de la recherche, la plupart des astronomes s'accordant à dire qu'ils sont trop petits pour être considérés comme suffisamment perturbateurs. Ils ont même provoqué le déclassement de Pluton, qui est maintenant officiellement une planète naine, réduisant du coup à 8 le nombre de planètes de notre système solaire.
Eris sera d'abord mesuré comme 4 % plus grand que Pluton, il est finalement estimé 30 à 40 % plus gros[réf. nécessaire]. Eris comme Pluton, sont actuellement qualifiés de « plutoïdes », des corps sphériques, avec une orbite autour du Soleil et une distance moyenne au soleil supérieure à celle de Neptune[réf. nécessaire].
Eris a pu être quelquefois qualifiée de dixième planète, après sa découverte.Les médias lui attribuèrent massivement, et lui attribuaient à l'époque le nom de « Xéna », (choisi pour le X !). Éris ne reçut son nom qu'après clarification de son statut, et c'est finalement l'obligation de trancher sur le statut d'Éris qui poussa à l'adoption d'une définition plus précise des planètes[réf. nécessaire]. L'objet qu'on présentait comme la dixième planète fut finalement responsable du déclassement de celle qu'on avait longtemps classée neuvième[réf. nécessaire].

### 2008: Super-Pluton
Selon Patryk Lykawka et Tadashi Mukai, de l'université de Kobe au Japon, une planète de la taille de la Terre aurait des chances d'exister dans la zone externe du système solaire, au-delà de la ceinture de Kuiper. D'après leurs simulations numériques, ce « super-Pluton » aurait un diamètre entre 10 000 km et 16 000 km, donc similaire à celui de la Terre (12 756 km), et serait plus grand que celui de tous les corps déjà découverts au-delà de Neptune, mais sa masse ne serait que de 0,3 à 0,7 masse terrestre.
En comparaison avec les planètes du système solaire, l'orbite de Super-Pluton devrait être fortement inclinée par rapport au plan de l'écliptique (entre 20° et 40°). Les orbites des planètes sont quasi circulaires et coplanaires (seule Mercure possède une orbite inclinée (7°) et excentrique (0,2) de manière significative). Alors que ce corps posséderait une orbite extrêmement excentrique, se situant au minimum à 80 ua (ce qui représente déjà une distance importante, que peu d'objets épars connus atteignent) pour dépasser les 270 ua à son aphélie.
D'après Lykawka, cette planète hypothétique aurait été assez éloignée pour laisser la plupart des autres objets en orbite de résonance intacte, mais suffisamment près pour que sa gravité influe sur certains corps, et pour engendrer la population des objets détachés comme Sedna. Lykawka et Mukai croient que les mêmes interactions gravitationnelles, qui façonnent les orbites de petites lunes autour des planètes, ont joué un grand rôle dans l'évolution de l'orbite de super-Pluton. Ces interactions ont été trouvées en 1962 par l'astronome japonais Yoshihide Kozai en regardant les orbites des astéroïdes. Il a montré qu'un groupe de gros objets en orbite dans le même plan peut réduire l'inclinaison relative de la trajectoire d'un objet plus petit; et la rendre plus circulaire. Le même effet a pu jouer pour l'orbite de la planète X.
Vu sa distance supposée du Soleil, il devrait ressembler à ses congénères (les KBO et les Épars). Il s'agirait d'un monde glacé, avec une surface ayant beaucoup de ressemblances avec la planète naine Pluton, principalement composée d'un mélange d'hydrocarbures légers (comme le méthane), d'ammoniac et de glace d'eau (composition de la majorité des corps de la ceinture de Kuiper).
D'après Patryk Lykawka, cette planète serait en réalité constituée « d'un corps rocheux entouré de plusieurs couches de glace ». Il a ajouté que « comme elle était très froide, sa surface devrait être composée de glaces d'eau, d'ammoniac et de méthane ».
Sa température de surface ne pourrait dépasser 50 kelvins.
Un tel corps devait se trouver, huit millions d'années après la naissance du système Solaire, dans la zone des géantes gazeuses, plus précisément à proximité de Jupiter. À l'époque cependant, cette dernière était plus petite mais, en se formant au sein du nuage de poussière qui régnait alors dans le système solaire, sa masse augmenta, et elle aurait finalement éjecté Super-Pluton au-delà même de la ceinture de Kuiper.
Cette déstabilisation aurait perturbé l’organisation de la ceinture de Kuiper vers 40 à 50 ua et aurait donné naissance à la falaise de Kuiper. Il est difficile d'expliquer pourquoi plusieurs corps ont des orbites tout à fait inclinées et allongées (plus excentriques) dans des distances entre environ 40 et 50 au. En fait, en considérant l'architecture du système solaire (8 planètes, la dernière étant Neptune), les astronomes s'attendaient à trouver des corps de Kuiper dans cette région surtout dans des orbites presque circulaires et couchées autour du même plan. Une autre remarque est que ces corps dans la région 40-50 au peuvent représenter les restes de planétésimaux qui se seraient formés localement il y a plus de quatre milliards d'années. Ces objets pourraient donc offrir des indices uniques sur l'origine et l'évolution du système solaire. Et en prenant en compte la perturbation gravitationnelle d'une planète extérieure, Patryk Sofia Lykawka avait constaté que cette planète pourrait remarquablement bien expliquer les orbites de ces épars pendant la première phase du système solaire (il y a plus de quatre milliards d'années). Autrement dit, la planète a perturbé les orbites de plusieurs objets de Kuiper dans la région dite aujourd'hui de la « falaise de Kuiper » et ces derniers auraient acquis des orbites plus excentriques et inclinées.

### 2011: calculs via WISE
John Matese et Daniel Whitmire ont calculé qu'une nouvelle planète de très grande taille pourrait se trouver dans la partie extérieure de notre système solaire, la périphérie externe du nuage d'Oort. Cette planète gazeuse serait quatre fois plus massive que Jupiter, la plus grosse planète orbitant autour du Soleil actuellement.
Les astrophysiciens John Matese et Daniel Whitmire ont prédit l'existence de ce corps en étudiant la trajectoire particulière qu'empruntent certaines comètes à leur entrée dans le système solaire.
L'orbite de la supposée planète, baptisée Tyché en l'honneur de la divinité grecque responsable de la prospérité des cités, se situerait à une distance de 15 000 ua, soit 375 fois plus grande que celle de Pluton.
Les scientifiques croient que de nouvelles données fournies par le télescope spatial Wide-field Infrared Survey Explorer (WISE) de la Nasa permettront d'en déterminer l'existence d'ici deux ans.
Selon John Matese, cette planète a pu se former auprès d'une autre étoile, pour être ensuite captée par le champ gravitationnel du Soleil.
Les scientifiques estiment que Tyché serait presque entièrement composée d'hydrogène et d'hélium. Son atmosphère serait très semblable à celle de Jupiter,,.
Mais la conclusion de cette étude est très controversée. Après l’annonce de la découverte par le magazine britannique The Independent, l’équipe réunie autour du télescope Wise, dont les observations pourraient permettre de confirmer ou démentir l'hypothèse de John Matese et Daniel Whitmire, s’est empressée de publier un démenti catégorique sur sa page Facebook, parlant seulement d'une rumeur.

### 2012: calculs de Rodney Gomes

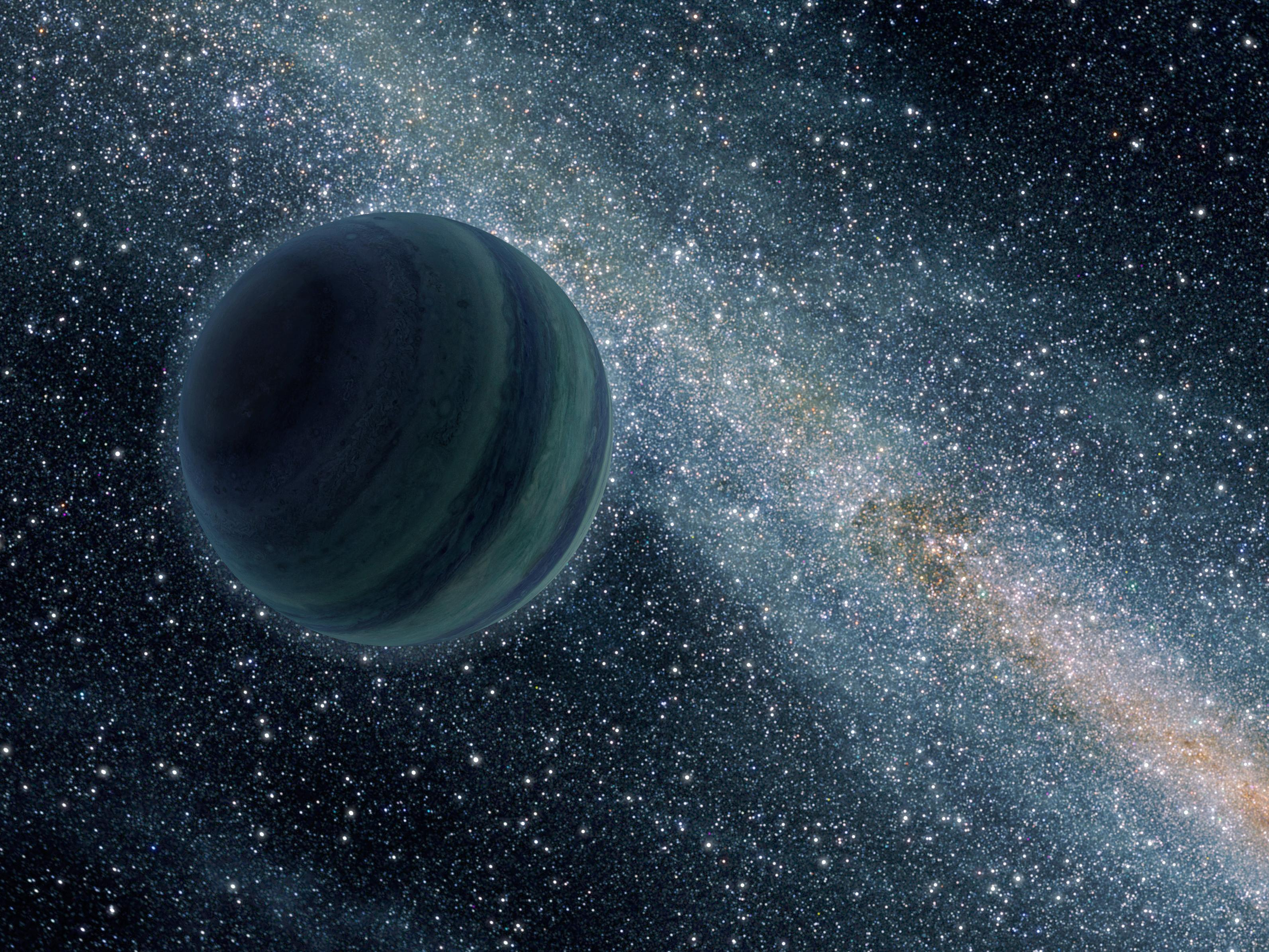
Vision d'artiste d'une planète vagabonde. Illustration utilisée par de nombreux sites pour illustrer la planète hypothétique,.

Selon une étude de Rodney Gomes, une planète de quatre fois la taille de la Terre pourrait se trouver au-delà de Neptune. Trop lointaine pour être facilement repérée par des télescopes basés sur Terre, la planète invisible pourrait être gravitationnellement influente sur les petits objets de la ceinture de Kuiper, aidant à expliquer le mystère des orbites particulières de certains de ces objets.
Astronome de l'Observatoire national du Brésil à Rio de Janeiro, Gomes a présenté ses modèles informatiques récemment achevés suggérant l'existence de la lointaine planète lors d'une réunion de l'American Astronomical Society à Timberline Lodge, Oregon, en mai 2012. Les astronomes qui ont assisté à l'exposé trouvèrent les arguments de Gomes convaincants, mais ils dirent que beaucoup plus de preuves sont nécessaires avant que la planète hypothétique puisse être considérée comme réelle.
Dans son étude, l’astronome a analysé les orbites de 92 objets de la ceinture de Kuiper dont Sedna, puis a comparé ses résultats à différentes simulations de leur distribution, avec la présence et en l’absence d’une nouvelle planète. S’il n’y a aucun monde distant, conclut Gomes, les modèles ne produisent pas d’orbites suffisamment allongées pour six des objets étudiés.
Néanmoins, le diamètre de ce corps hypothétique n'est pas certain. Gomes pense qu’une planète de la taille de Neptune, environ quatre fois plus grosse que la Terre ; et située à environ 260 milliards de kilomètres du Soleil (soit à peu près 1500 fois la distance Terre-Soleil), pourrait être suffisante. Mais une planète de la taille de Mars ou de la taille de la Terre, avec une orbite très excentrique conviendrait également. Dans ce cas, la planète se trouverait occasionnellement à quelque huit milliards de kilomètres de notre étoile. Gomes imagine qu’il pourrait s’agir d’une planète vagabonde éjectée de son système solaire, puis capturée par l’attraction gravitationnelle du Soleil. Ou celle-ci aurait pu se former beaucoup plus près de notre étoile, avant d’être éjectée aux confins du système solaire.
Cependant, il sera très difficile de trouver ce corps car il pourrait être très sombre, et les calculs de Gomes ne permettent pas de déterminer la position de cette possible planète, elle pourrait se trouver n’importe où.

### 2014: limites apportées par WISE
Selon un article de Kevin Luhman publié début 2014, le relevé WISE a permis d'exclure toute planète de masse similaire à celle de Jupiter à moins de 82 000 ua (~1,3 al), toute planète de masse similaire à celle de Saturne à moins de 28 000 ua (~0,42 al) et toute naine brune de la masse de Jupiter à moins de 26 000 ua.

### 2014: nouveau signe dans l'orbite de2012 VP113
Quand Sedna fut découverte, son périhélie exceptionnellement lointain a soulevé des questions quant à son origine. La solution la plus évidente pour déterminer l'orbite particulière de Sedna serait de trouver un certain nombre d'objets dans une région similaire, dont les configurations orbitales différentes fournirait une indication sur leur passé. Si Sedna avait été perturbée dans son orbite par une planète transneptunienne, d'autres objets trouvés dans la région auraient un périhélie similaire à Sedna (environ 80 unités astronomiques). En 2014, les astronomes ont annoncé la découverte de 2012 VP113, un objet de grande taille avec une orbite aussi excentrique que celle de Sedna, à une distance de 80 unités astronomiques, ce qui en fait le corps connu du système solaire ayant le périhélie le plus grand. Les chercheurs[Qui ?] pensent, comme le rapportent le Guardian et Science.com, qu'il serait possible qu'un objet de la taille de Mars, de la Terre ou même beaucoup plus gros se trouve aux confins du système solaire, ce que démontreraient des anomalies dans les orbites à la fois de 2012 VP113 et de Sedna, mais aussi d'autres objets de la ceinture de Kuiper.
En calculant l'orbite de 2012 VP113 avec le télescope de 6,5 mètres de l'observatoire de Las Campanas, au Chili, ainsi que celle de Sedna et de dix autres « objets de Kuiper extrêmes » (c'est-à-dire ayant un périhélie de plus de 30 unités astronomique et un demi-grand axe de plus de 150 unités astronomiques : 2010 GB174, 2004 VN112, 2000 CR105, 2005 RH52, 2003 HB57, 2007 TG422, 2002 GB32, 2007 VJ305, 2010 VZ98, 2001 FP185), les astronomes ont fait une découverte inattendue. Les douze astres « ont exactement la même configuration orbitale : ils passent tous au plus près du Soleil quand ils franchissent l'écliptique du sud au nord », déclara l'astronome qui a découvert 2012 VP113, Scott S. Sheppard. Or, pour Alessandro Morbidelli, les astres auraient dû changer peu à peu d'orientation et les orbites devraient avoir des orientations différentes. La probabilité qu'elles se trouvent dans la même configuration est de une sur dix millions. Et ces corps sont trop lointains pour être influencés par Neptune et en même temps pas assez pour l'être par les forces de marée galactique. D'après cet astronome, « pour verrouiller les orbites de la sorte », il faut l'influence « d'une grosse planète » ayant les caractéristiques orbitales observées[Quoi ?] et qui maintiendrait les petits astres dans son sillage. Les simulations à l'observatoire de Nice seraient compatibles avec l'hypothèse d'une nouvelle planète.

### 2016: Phattie, laplanète Neuf, une super-Terre vingt fois plus éloignée que Neptune?

Orbite de la Planète 9 perturbant celle des autres objets de la ceinture de Kuiper.

Le 20 janvier 2016, Konstantin Batyguine et Michael E. Brown publient un article dans The Astronomical Journal où ils évoquent la possible existence d'une planète supplémentaire à grande distance du Soleil. De manière provisoire et officieuse, ils la baptisent « Phattie »,,. Cet article a par ailleurs été relu par Alessandro Morbidelli, astronome dynamicien de l'Observatoire de Nice. L'étude ayant abouti à cet article repart du constat, déjà évoqué par Trujillo et Brown en 2014, de l'orientation semblable de l'orbite de plusieurs objets transneptuniens : leurs périhélies ont des arguments (position angulaire par rapport au Soleil) proches. Selon cet article, il n'existe que 0,007 % de probabilité que ce regroupement soit dû au hasard. « Phattie », la planète annoncée, également appelée la planète Neuf (« Planet Nine » en version originale ; d'après son numéro d'ordre en termes de distance au Soleil) par les auteurs, serait située entre 300 et 600 unités astronomiques du Soleil, ne s'en approcherait jamais à moins de 200 unités astronomiques, et aurait une période orbitale de quinze à vingt mille ans. Elle aurait une masse de plusieurs fois celle de la Terre et serait donc une super-Terre ou une planète comparable à Neptune.

### 2017: Une nouvelle planète découverte?
En 2017, Kat Volk et Renu Malhotra, chercheurs au Laboratoire planétaire et lunaire de l’université de l’Arizona, se sont intéressés à la ceinture de Kuiper. En observant les corps les plus lointains, ils ont constaté une déviance dans le plan de Laplace pour plus de 600 objets, de quoi réduire le risque de hasard statistique à 1 %. L'explication la plus plausible à ce phénomène serait la présence d'un corps bien plus massif dans les environs. Une autre explication pourrait être le passage d’une autre étoile dans les environs il y a moins de 10 millions d’années mais cette hypothèse a été jugée comme improbable par l'équipe de recherche. D’après leurs calculs, la masse de cette hypothétique nouvelle planète serait comprise entre celle de Mars et de la Terre. La planète possiblement découverte par ces scientifiques serait donc différente de la planète Neuf et elle serait située dans une région comprise entre 30 et 50 unités astronomiques.

### 2022
Une équipe de la Michigan State University élabore un nouveau scénario expliquant que la position actuelle des quatre planètes géantes de notre système solaire montre la possibilité d'une cinquième géante au-delà de l'orbite de Neptune.

## Sort des planètes naines
Pluton, que l'on pensait pouvoir être la « planète X » lors de sa découverte en 1930, s'est avérée n'être qu'un corps de taille modeste parmi de nombreux autres corps présents dans la ceinture de Kuiper, ce qui lui a valu d'être reclassée comme planète naine le 24 août 2006, lors de la 26e assemblée générale de l'Union astronomique internationale. Toutefois, des doutes sur son titre de planète X étaient déjà formulés dès sa découverte, doutes que la découverte de son gros compagnon Charon en 1978 puis celle de nombreux autres objets de la ceinture de Kuiper depuis 1992 ont définitivement confirmés. Plusieurs autres corps découverts dans les années 2000, dont notamment Sedna et surtout Éris, ont été baptisés « dixième planète » lors de leur découverte, mais n'eurent jamais officiellement ce statut. Éris, ainsi que Cérès (le plus gros astéroïde de la ceinture principale), Hauméa et Makémaké sont désormais classées dans la catégorie des planètes naines à l'instar de Pluton et sont, hormis Cérès, plus spécifiquement rangés dans la catégorie des plutoïdes.
Malgré les différentes études faites par plusieurs astronomes, aucune grosse planète transneptunienne n'a été confirmée à ce jour par l'observation (juillet 2017).

## Dans la culture

### Mythes
L'écrivain Zecharia Sitchin, dans son livre La Douzième Planète, décrit la planète Mardouk comme étant située sur une orbite longue, elliptique, entrant dans le système solaire tous les 3 600 ans et y causant des modifications des pôles et d'autres catastrophes terriennes. Grâce à sa connaissance du sumérien, du sémite et d'autres langues anciennes et grâce à sa recherche et à l'étude de données archéologiques et bibliques recueillies depuis 150 ans, il avança sa thèse selon laquelle les dieux connus dans toutes les anciennes mythologies existaient sous forme réelle, et étaient des aliens humanoïdes, ressemblant beaucoup aux êtres humains, qui étaient venus ici depuis la dixième planète, appelée planète X dans la presse populaire et Niburu par les Sumériens. Selon Sitchin, ils créèrent génétiquement notre espèce originellement comme esclaves devant travailler dans des mines d'or, en croisant leurs gènes avec ceux d'Homo erectus.
Les événements incluant des « dieux » de l'ancien temps et les technologies apportées par eux sont actuellement considérés comme des mythes naïfs. Sitchin et d'autres disent cependant prouver la vérité de leurs théories grâce à des artéfacts et des documents de la grande bibliothèque d'Assurbanipal à Ninive ainsi que d'autres sources, déclarant qu'ils montrent des technologies et des connaissances scientifiques fortement en avance sur leur époque. Selon Sitchin, ces anciens documents rapportent qu'une société humaine fut instaurée à Sumer sous la tutelle de ces dieux et que des rois furent nommés en tant qu'intermédiaires, représentants de l'espèce humaine devant les Annunakis. Ces anciennes civilisations ne parlaient pas des Annunakis comme des dieux, mais comme des dirigeants.
Cette planète X est toujours considérée comme de la pseudoscience par la plupart des scientifiques et historiens, alors que les théories autour de l'Apocalypse et/ou des transformations spirituelles, véhiculées par le New Age, connaissent un succès populaire chez certains. Parmi ceux qui s'accrochèrent à cette théorie figure Mark Hazlewood, qui annonça que cet évènement se produirait en mai 2003 dans son livre Blindsided. Maintenant discrédité comme canular — et pour cause —, ce scénario de fin du monde semble avoir fait monter la vapeur chez les médiums après le tremblement de terre de 2004 en Inde. Certains voient ce scénario comme correspondant à leur vision des prophéties de l'Apocalypse selon saint Jean, bien que la vision de la fin du monde de la plupart des chrétiens n'inclue pas de « planète X ».
Zecharia Sitchin lui-même a récemment avancé sa propre date pour le prochain passage de Mardouk en 2085, mais la date dont le plus de gens parlent est le 21 décembre 2012, fin du calendrier maya, hypothèse aussi discréditée en 2013. Cependant, les astronomes jugent cette affirmation, que l'on doit à divers groupements New Age, tout simplement impossible.
Le journaliste et écrivain Marshall Masters, dans un de ses livres, appuie la théorie de l'existence de la planète X, qu'il désigne comme « Mardouk », dans le système solaire. Masters considère que le South Pole Telescope américain en Antarctique fut construit pour observer en secret cette hypothétique planète.
Dans le livre intitulé Nostradamus, les mystères de l'apocalypse, l'écrivain Jean Bendor émet l'hypothèse que la planète X, que les Grecs appelaient « Nemesis », d'autres encore « Nibiru », planète de la fin du monde, ne serait rien moins qu'une prodigieuse métamorphose de Mercure, dont voici décrite la cause initiale : « c'est l'apocalypse, le soleil grandit, sa chaleur augmente en proportion de sa nouvelle taille », comme plusieurs versets de la Bible le laissent par ailleurs entrevoir. Selon cette thèse, le grand astre projette, sur Mercure, une flamme colossale lourdement chargée de matière brûlante qui l'enveloppe totalement. En conséquence de cet apport, Mercure voit sa taille multipliée par trois, de sorte qu'elle atteint un volume approchant celui de la Terre. Ainsi revêtue, éclatante comme un soleil, la planète quitte son orbite pour errer librement dans le système solaire, sous forme d'une comète ignée.

### Filmographie
- Selon Larry Niven, Persephone est une petite planète géante gazeuse avec une seule lune, Kobold.
- Dans le sixième film de Godzilla, des aliens connus au Japon sous le nom de X-seijin et en Amérique sous le nom de Xians saluent depuis la planète X, entre Jupiter et Saturne.
- Dans Doctor Who, la dixième planète du système solaire est appelée « Mondas », patrie des Cybermen. Mondas y est la planète jumelle de la Terre.
- Dans X-Men, l'expression « planète X » est le titre d'une saga ; dans cette histoire l'expression ne désigne pas une autre planète, mais la possibilité d'une Terre sur laquelle tous les non-mutants auraient été exterminés.
- Dans Globalement inoffensive, cinquième épisode de la saga Le Guide du voyageur galactique, de Douglas Adams, les astronomes découvrent une dixième planète qu'ils baptisent Perséphone, mais qui est surnommée Rupert. Une journaliste demande à l'occasion à une astrologue réputée ce qu'elle en pense, avançant que cette découverte était sans doute l'occasion d'établir définitivement que l'astrologie est un mensonge, puisqu'elle a pendant des années fonctionné en négligeant un paramètre essentiel.
- Dans le court-métrage d'animation de la Warner Bros Duck Dodgers in the 24½th Century, une version futuriste de Daffy Duck se rend sur une planète X (pour se procurer des atomes de mousse à raser qui commencent à manquer sur Terre). En revanche, il n'est pas dit que cette planète X appartienne au système solaire.

### Dans les arts
- L'auteur-compositeur-interprète français Jean-Patrick Capdevielle a publié en 1985 un album titré Planète X se terminant par une chanson éponyme[76].
- Planet X est un groupe de musique californien à la croisée de la musique jazz et du métal.
- Némésis, aussi appelée « planète X », est la planète d'origine du clan Black Moon dans le deuxième arc narratif du manga Sailor Moon.